# 联合左翼 (秘鲁)

联合左翼标志

联合左翼（西班牙語：Izquierda Unida，缩写为IU）是秘鲁历史上的一个左翼政党联盟，成立于1980年，由人民民主团结、革命左翼联盟、秘鲁共产党、革命社会党、革命共产党和工农学生和人民阵线组成。
1984年，人民民主团结和革命社会党合并为马里亚特吉主义统一党，继续参加左翼阵线。
1987年之前，左翼阵线由阿方索·巴兰特斯·林甘领导，而他在1985年的选举中输给了阿兰·加西亚·佩雷斯。1989年，左翼联盟召开了第一次大会。其后联盟逐渐走向解体，尔后越来越多的党派放弃此联盟，最终于1995年联盟解散。

## 背景
1978年，弗朗西斯科·莫拉莱斯·贝穆德斯军政府举行了自1968年政变以来的第一次自由选举，其为选举制宪会议的代表，并且开始从军政府向民主政府过渡。许多政党被合法化，因而许多左翼领袖在被驱逐后从流放地返回秘鲁参加大选。各个左翼政党参与了这一大选，分为五个左翼党派参选，而其票数总和达到了29.3%，在制宪会议中获得了三分之一的席位。1978年大选结果如此之后，为了1980年的大选之胜利，托派、新左派和毛派之间组成了一个短暂的选举政治联盟；他们称其联盟为革命左翼联盟。由于各党派之间的意识形态分歧和党派领袖之间互不信任，这个阵线没有延续到参加其后的大选就解散了。 